# Chacharramendi
Chacharramendi est une localité rurale argentine située dans le département d'Utracán et dans la province de La Pampa.

## Démographie
La localité compte 226 habitants (Indec, 2010), soit une diminution de 0,8 % par rapport au précédent recensement de 2001 qui comptait 228 habitants.